# بورلی گارلند
بورلی گارلند (انگلیسی: Beverly Garland؛ ۱۷ اکتبر ۱۹۲۶ – ۵ دسامبر ۲۰۰۸) یک هنرپیشه اهل ایالات متحده آمریکا بود. وی بین سال‌های ۱۹۵۰ تا ۲۰۰۵ میلادی فعالیت می‌کرد. کار او در فیلم‌های بلند عمدتاً شامل بخش‌های کوچک در چند محصول بزرگ یا بازیگران اصلی در فیلم‌های کم‌هزینه اکشن و علمی تخیلی بود. با این حال، او به خاطر نقش های تکرارشونده برجسته ای در چندین سریال تلویزیونی محبوبیت داشت.
از فیلم‌ها یا برنامه‌های تلویزیونی که وی در آن نقش داشته است می‌توان به فرودگاه ۱۹۷۵، دی. او. ای و نوبت من است اشاره کرد.